# La presentación de la persona en la vida cotidiana
La presentación de la persona en la vida cotidiana es una de las obras más importantes del sociólogo canadiense Erving Goffman. En ella se desarrollan las bases del enfoque dramatúrgico de la vida cotidiana, según el cual la mejor forma de entender la interacción social que trascurre en la vida cotidiana es mediante la metáfora de una representación teatral. El libro fue publicado por primera vez en 1959, pero en él se introducían materiales de su tesis doctoral en Antropología cultural sobre una comunidad agrícola de la Isla de Unst en Escocia.

## Análisis del contenido
Goffman parte de la base de que cuando nos mostramos ante otras personas intentamos trasmitir- de forma consciente o inconsciente- una determinada impresión sobre nosotros mismos. Para ello interpretamos el papel que queremos trasmitir. Así toda interacción social es una performance creada para la audiencia.
Goffman utiliza todo el arsenal terminológico del mundo del teatro: La acción se desarrolla en un escenario (stage), que condiciona en gran parte la obra (son muy diferentes las pautas comportamentales en una iglesia y en una discoteca); la obra es preparada en los bastidores (backstage) (por ejemplo el espejo en el que se ensayan expresiones faciales); los actores lo usan para hacer más creíble su papel, un vestuario y una atrezzo adecuados (Goffman usa el ejemplo de la fuerza simbólica que tienen la bata blanca y el estetoscopio en la relación entre médico y paciente).
Según Goffman, cuando nos adentramos a una situación, cierta información sobre nosotros mismos nos ayuda a definir la escena, permitiéndole a la “audiencia” descifrar qué esperar y cómo reaccionar durante dicha interacción. En pocas palabras: nos “expresamos” como actores para causar una “impresión” en nuestra audiencia. Si las situaciones deben ser definidas debe haber un acuerdo entre los interlocutores, lo cual se lleva a cabo a través de un consenso. El carácter moral del actor demostrado durante la primera impresión es crucial para la aceptación y definición de la escena: debes ser quien dices ser. Por eso es que cuando un individuo se presenta ante otros, quiere controlar la impresión que ellos reciben.

## Análisis del estilo
La técnica argumentativa de la obra es bastante peculiar, valiéndose de un sorprendentemente amplio aparato anecdótico. A menudo el autor prefiere no explicitar sus propias conclusiones para dejar la elaboración de estas al lector. En este sentido, Goffman asume una singular posición en el ámbito de los maestros de la sociología contemporánea, caracterizándose  por una actitud de Understatement típicamente antiautoritario.
Para los medios de materiales en la vida cotidiana.

## Capítulos
- I. Representaciones.
- II. Equipos.
- III. Comportamiento y ámbito territorial.
- IV. Roles incongruentes.
- V. Comunicaciones que contradicen el personaje.
- VI. El arte de controlar las expresiones.